# 福生市立福生第二中学校
福生市立福生第二中学校 （ふっさしりつ ふっさだいにちゅうがっこう）は、東京都福生市加美平にある公立中学校である。

## 概要

### 教育目標
人権尊重の精神に基づき、創造性に満ち、心身の向上をめざして、他と協力できる個性豊かな実践力のある人間を育成する｡
1. 豊かな心と知性を養う
2. 強い意志と体力を育てる
3. 勤労意欲と責任感を培う

## 沿革
- 1965年（昭和40年）4月 福生中学校分校として開校[2]
- 1966年（昭和41年）4月 福生第二中学校として独立[2]

## 通学区域
- 福生第一小学校、福生第四小学校、福生第六小学校の通学区域で構成される[3]。

## 交通アクセス
- JR青梅線福生駅下車 東口から徒歩20分、または立川バス福生駅東口乗車・福生第二中学校下車。